# Ckochas (gemeente)
Ckochas is een gemeente (municipio) in de Boliviaanse provincie José María Linares in het departement Potosí. De gemeente telt naar schatting 15.425 inwoners (2018)). De hoofdplaats is Ckochas.